# Marduk-szapik-zeri
Marduk-szapik-zeri – siódmy król Babilonii z II dynastii z Isin, następca Marduk-nadin-ahhe; panował w latach 1082-1070 p.n.e. Według Kroniki synchronistycznej zawarł traktat pokojowy z władcą asyryjskim Aszur-bel-kala (1073-1056 p.n.e.). To samo źródło wspomina, iż zmarł w czasie panowania tego ostatniego.